# Зозульки серценосні
Зозульки серценосні або пальчатокорінник серценосний (Dactylorhiza cordigera) — багаторічна рослина, анемохор, ентомофіл. Представник роду пальчатокорінник (Dactylorhiza), родини зозулинцеві (Orchidaceae). Південно-середньоєвропейський монтанний вид на східній межі поширення.

## Поширення та екологія
Вид поширений у горах східної частини Європи — Альпи, Східні і Південні Карпати (в Румунії та Україні), гірські масиви Балканського півострова.
В Українських Карпатах поширений у Горганах, Свидовець, Чорногора, Чивчинські та Гринявські гори, Мармароський масив.
Зростає у лісовому та субальпійському поясах, на гірських луках і болотах, на виході підкорових вод, на болотних слабкокислих або слабколужних ґрунтах.

## Морфологія
Невеличка орхідея 10-25 см заввишки.
Стебло досить товсте, порожнисте, прямостояче, не розгалужене, нижні листки ланцетні або еліптичні, найширші у середній частині пластинки, плямисті.
Квіти пурпурові, зібрані в цилінричний колос. Губа цільнокрая або короткотрилопатева, шпорка вдвічі коротша від зав′язі.
Цвіте у червні-липні. Плодоносить у серпні-вересні. Розмножується насінням.

## Охорона
Занесено до Додатку ІІ CITES. Запропонований до Червоної книги Українських Карпат, занесено до Червоної книги України (третя категорія). Зростає у Чорногірському та Мармароському масивах Карпатського біосферного заповідника.

## Підвиди
- Dactylorhiza cordigera subsp. bosniaca (N. Balkan Pen).
- Dactylorhiza cordigera subsp. cordigera (SE. Europe to Ukraine).
- Dactylorhiza cordigera var. graeca (H.Baumann) Presser)
- Dactylorhiza cordigera subsp. pindic (B. Willing & E. Willing) H. Baumann & R. Lorenz (NW. Greece).
- Dactylorhiza cordigera var. rhodopeia Presser (Greece, Southeastern Europe, Europe)
- Dactylorhiza cordigera subsp. siculorum (Romania to W. Ukraine).